# Charles West (Schauspieler)
Charles H. West (* 30. November 1885 in Pittsburgh, Pennsylvania; † 10. Oktober 1943 in Los Angeles, Kalifornien) war ein US-amerikanischer Schauspieler.

## Leben
Ab 1904 war West als vielseitiger Schauspieler auf der Bühne tätig. Sein Filmdebüt hatte er 1908 unter der Regie von David Wark Griffith bei der Biograph Company. Er gehörte zum festen Ensemble dieser Filmgesellschaft und war als Haupt- und Nebendarsteller in zahlreichen Griffith-Filmen zu sehen. Bis 1916 blieb er bei Biograph, trat aber zunehmend auch in Produktionen von Selig, Paramount, Universal und anderen Studios auf. 1937 beendete er seine Filmkarriere.
Zwischen 1908 und 1937 trat er in mehr als 300 Filmen auf.

## Filmografie (Auswahl)
- 1910: The Twisted Trail
- 1911: Fate’s Turning
- 1911: Swords and Hearts
- 1912: The Engagement Ring
- 1917: Little Miss Optimist
- 1925: Er soll dein Herr sein… (The Talker)
- 1926: Die Opiumhöhle von Hawaii (The House Without a Key)
- 1927: König der Könige (The King of Kings)
- 1930: For the Defense
- 1931: The Texas Ranger
- 1934: The Man Trailer
- 1934: Zirkus Barnum (The Mighty Barnum)
- 1935: San Francisco im Goldfieber (Barbary Coast)
- 1940: Früchte des Zorns (The Grapes of Wrath)